# Krzyżewko
Krzyżewko (deutsch Krzysöwken, 1927 bis 1945 Kreuzdorf) ist ein Ort in der polnischen Woiwodschaft Ermland-Masuren, der zur Landgemeinde Wieliczki (Wielitzken, 1938 bis 1945 Wallenrode) im Powiat Olecki (Kreis Oletzko, 1933 bis 1945 Kreis Treuburg) gehört.

## Geographische Lage
Krzyżewko liegt im Osten der Woiwodschaft Ermland-Masuren und nur 500 Meter von der Woiwodschaftsgrenze zu Podlachien entfernt, die bis 1939 die Staatsgrenze zwischen Deutschland und Polen war. Bis zur Kreisstadt Olecko (Marggrabowa, umgangssprachlich auch Oletzko, 1928 bis 1945 Treuburg) sind es acht Kilometer in westlicher Richtung.

## Geschichte
Im Jahre 1539 wurde der seinerzeit Jan Kirschner, vor 1785 Krziesöffken, nach 1785 Krzysewken, bis 1927 Krzysöwken genannte Ort gegründet. Er bestand nur aus ein paar kleinen Höfen. 
Von 1874 bis 1945 war der Ort in den Amtsbezirk Markowsken (polnisch Markowskie) eingegliedert, der – 1938 in „Amtsbezirk Markau (Ostpr.)“ umbenannt – zum Kreis Oletzko (1933 bis 1945 Landkreis Treuburg) im Regierungsbezirk Gumbinnen der preußischen Provinz Ostpreußen gehörte.
51 Einwohner verzeichnete Krzysöwken im Jahr 1910. 
Aufgrund der Bestimmungen des Versailler Vertrags stimmte die Bevölkerung im Abstimmungsgebiet Allenstein, zu dem Krzysöwken gehörte, am 11. Juli 1920 über die weitere staatliche Zugehörigkeit zu Ostpreußen (und damit zu Deutschland) oder den Anschluss an Polen ab. In Krzysöwken stimmten 36 Einwohner für den Verbleib bei Ostpreußen, auf Polen entfiel keine Stimme.
Ab dem 1. April 1927 trug der Ort den Namen „Kreuzdorf“. Die Zahl der Einwohner betrug 1933 gleichbleibend 51 und ging bis 1939 auf 49 zurück.
In Kriegsfolge kam der kleine Ort 1945 mit dem gesamten südlichen Ostpreußen zu Polen und erhielt die polnische Namensform „Krzyżewko“. Heute bildet er eine Ortschaft im Verbund der Landgemeinde Wieliczki (Wielitzken, 1938 bis 1945 Wallenrode) im Powiat Olecki (Kreis Oletzko, 1933 bis 1945 Kreis Treuburg), bis 1998 der Woiwodschaft Suwałki, seither der Woiwodschaft Ermland-Masuren zugehörig.

## Religionen
Krzysöwken war bis 1945 in den Pfarrsprengel Eichhorn (polnisch Szczecinki) der evangelischen Pfarrei Mierunsken/Eichhorn in der Kirchenprovinz Ostpreußen der Kirche der Altpreußischen Union sowie in die katholische Pfarrkirche Marggrabowa (Treuburg) im Bistum Ermland eingepfarrt.
Heute gehört Krzyżewko zur katholischen Pfarrei Szczecinki mit der Filialkirche in Krupin (Krupinnen) im Bistum Ełk der Römisch-katholischen Kirche in Polen. Die evangelischen Einwohner orientieren sich zur Pfarrei Suwałki mit der Filialkirche in Gołdap in der Diözese Masuren der Evangelisch-Augsburgischen Kirche in Polen.

## Verkehr
Krzyżewko liegt ein wenig abseits vom Verkehrsgeschehen und ist über untergeordnete Nebenstraßen aus westlicher Richtung von Krupin (Krupinnen), aus südlicher Richtung von Markowskie (Markowsken, 1938 bis 1945 Markau (Ostpr.)) und aus östlicher Richtung von Nieszki (bereits in der Woiwodschaft Podlachien gelegen) zu erreichen. 